# 松岡運
松岡 運（まつおか はこぶ、1895年（明治28年）5月28日 - 1963年（昭和38年）11月20日）は、日本の政治家、農業経営者。衆議院議員、福岡県嘉穂郡山田町長。

## 経歴
福岡県嘉麻郡熊田村大字上山田（現嘉麻市上山田）で、熊田村長、同村会議員を務めた松岡乙五郎の二男として生まれる。福岡県立福岡農業学校を卒業後、一年志願兵として入営し、その後、陸軍歩兵中尉に進級した。
その後、熊田村会議員、福岡県会議員、同参事会員、同副議長、山田農会長、同農業会長、帝国在郷軍人会分会長、同南嘉穂連合分会分会長、嘉穂郡南部食糧品統制組合理事長などを務めた。1933年5月から1945年2月まで山田町長に在任し、炭鉱最盛期の豊富な税収を将来のため町基本金百万円として積立てることを計画、また、1935年6月の大洪水からの復興、山田川改修工事の実施、学校の改築、道路整備などに尽力した。
1946年4月、第22回衆議院議員総選挙に福岡県第二区から出馬して当選し、衆議院議員を一期務めた。この間、日本進歩党代議士会副会長となり、その後、民主党に所属した。